# Maccabi Jawne
Maccabi Jawne (hebr. מכבי יבנה) – izraelski klub piłkarski, grający obecnie w Liga Alef, mający siedzibę w mieście Jawne.

## Historia
Zespół jest częścią sportowych klubów zrzeszenia Maccabi. Debiutował w najwyższej lidze, zwanej Liga Leumit w 1982. W 1985 zdobył Toto Cup pokonując w finale Beitar Jerozolima 2:1. W sezonie 1986/87 zajął 14 miejsce i spadł do niższej ligi. W sezonie 1991/92 ponownie występował w najwyższej lidze, ale nie utrzymał się w niej (przedostatnie miejsce). Po sezonie 1997/98 klub spadł do Liga Alef (trzeci poziom rozgrywek ligowych). W sezonie 2000/01 klub zdobył mistrzostwo Dywizji Południowej Liga Alef i awansował do Liga Arcit, jednak w następnym sezonie zajął ostatnie miejsce i spadł z powrotem.

## Sukcesy
- mistrz Dywizji Południowej Liga Alef: 2000/01
- Toto Cup: 1985

## Reprezentanci krajów grający w klubie
- Eli Driks
- Moshe Gariani
- Shuli Gilardi
- Bonni Ginzburg
- Golan Malul
- Beni Tabak
- Avi Yerushalmi
- Kobi Zeituni
- Ołeksandr Hajdasz